# Даза (Италия)
Даза̀ (на италиански: Dasà) е село и община в Южна Италия, провинция Вибо Валентия, регион Калабрия. Разположено е на 258 m надморска височина. Населението на общината е 1183 души (към 2012 г.).